# Патті Девіс
Патриція Енн Девіс (до шлюбу Рейган; нар. 21 жовтня 1952) — американська письменниця, акторка, авторка пісень, кінематографістка та активістка. Керівниця проєкту «Поза межами хвороби Альцгеймера» в Університеті Каліфорнії в Лос-Анджелесі. Донька президента США Рональда Рейгана та його другої дружини Ненсі Рейган.

## Ранні роки
Патриція Енн Рейган народилася в родині Рональда та Ненсі Рейган 21 жовтня 1952 року в Лос-Анджелесі, Каліфорнія. Має молодшого брата Рона Рейгана, старшого прийомного брата Майкла Рейгана та зведену сестру Морін Рейган. 
Навчалася в початковій школі Джона Томаса Дая в Бел-Ейрі та закінчила школу Орм в Аризоні у 1970 році. Після розгляду Університету Огайо та кількох коледжів Середнього Заходу спочатку навчалася у Північно-Західному університеті з 1970 до 1971 рік, де вивчала творче письмо та драматургію. Потім два роки відвідувала Університет Південної Каліфорнії.
Патриція Рейган змінила прізвище на дошлюбне прізвище матері, Девіс, щоб зробити незалежну кар'єру. Вона брала активну участь в антиядерному русі до обрання батька президентом і продовжила свою активність протягом його перебування на посаді, що викликало суперечки та сварки в сім'ї. Девіс критикує Республіканську партію, з якою вона ніколи не була пов'язана.

## Кар'єра
На початку 1980-х Девіс знялася в кількох телевізійних шоу, після чого отримала перший видавничий контракт. У 1986 році вийшов друком її дебютний роман «Тил». Вона використала елементи власного життя, щоб створити вигадану історію, тому книга стала суперечливою, а її критикували. Після свого другого роману «Deadfall» вона написала автобіографію під назвою «The Way I See It», в якій розкрила багато сімейних драм і таємниць. Відтоді вона публічно говорила про те, що шкодує про форму, але не про зміст критики, яку представила в книзі.
Для номера «Плейбой» за липень 1994 року Девіс позувала оголеною. Це фото на обкладинці вважають найсуперечнішим в історії видання. Девіс позувала для інших журналів, таких як «Мо» у 2011 році. «Плейбой» також випустив касету VHS як додаток до випуску 1994 року.
Після діагностування у батька хвороби Альцгеймера Девіс почала писати «Довге прощання». Книга вийшла друком у 2004 році. У той час вона почала писати для журналів і газет, включно з «Нью-Йорк таймс», «Ньюсвік» і «Тайм». За її оригінальним сценарієм «Весняна відлига» зняли фільм з Мелісою Гілберт і Кеном Говардом у головних ролях «Жертви серця», який демонструвався на каналі Hallmark у 2007 році.

## Політичні погляди та активізм
Девіс дотримується вегетаріанства і не погоджується із законами, які забороняють вживання марихуани. У 2011 році вона запустила проєкт «Поза межами хвороби Альцгеймера» в Університеті Каліфорнії в Лос-Анджелесі, яким досі керує.
У статті від 20 вересня 2018 року для «Вашингтон пост» Девіс повідомила, що майже 40 років тому зазнала сексуального насильства з боку керівника студії. Стаття з'явилася того ж тижня, коли Крістін Блейсі Форд розповіла про ймовірне сексуальне насильство з боку кандидата у Верховний суд Бретта Кавано. Девіс опублікувала матеріали на підтримку Блейсі Форд, коли її критикували за те, що вона не пам'ятає деталей домагання.
Після стрілянини в синагозі Піттсбурга у жовтні 2018 року Девіс звинуватила президента Дональда Трампа у тому, що він не зміг надати розраду нації під час трагедії: «Перестаньмо питати у нього!».
1 серпня 2019 року Девіс написала редакційну статтю у «Вашингтон пост», засуджуючи принизливі коментарі її батька про чорних африканців в ООН під час телефонної розмови з президентом Річардом Ніксоном у 1971 році, записану Ніксоном. Записи оприлюднили напередодні. У редакційній статті Девіс написала: «Немає ні захисту, ні раціоналізації, ні відповідного пояснення тому, що сказав мій батько під час телефонної розмови, яку записали».
У жовтні 2021 року вона висловила свою зневагу щодо звільнення Джона Гінклі-молодшого після замаху на її батька у 1981 році. Ці погляди суперечили поглядам її брата Майкла Рейгана, який відкрито висловив пробачення Гінклі.

## Особисте життя
У 1970-х Девіс жила з гітаристом «Eagles» Берні Лідоном. Через співжиття її мати відмовилася від неї. З Лідоном Девіс написала пісню «I Wish You Peace», яка з'явилася в альбомі «Eagles» «One of These Nights». У 1980-х вона зустрічалася з Тімоті Гаттоном, пізніше мала дворічні стосунки з актором Пітером Штраусом. 
Останніми роками Девіс висловлювала своє розчарування через стеження Секретної служби США, оскільки вони мали часові обмеження на вечірні побачення та спостерігали за спільними діями її та діями її партнерів. Це частково вплинуло на поспіх у стосунках з Полом Гріллі, інструктором з йоги. Їх шлюб зареєстрували у 1984 році. Вони розлучилися у 1990 році. Пара не мала дітей, і Девіс більше не одружувалась.

## Фільмографія
| Рік       |     | Українська назва                  | Оригінальна назва         | Роль              |
| --------- | --- | --------------------------------- | ------------------------- | ----------------- |
| 1976—1986 | с   | Човен кохання                     | The Love Boat             | Бренда/Сінді      |
| 1979      | с   | Дорожня поліція Каліфорнії        | CHiPs                     | Ресепшионіст      |
| 1980      | с   | Острів фантазій                   | Fantasy Island            | Шармейн           |
| 1980      | с   | Вегас                             | Vegas                     | Конні/Бет         |
| 1981      | с   | Ніро Вульф                        | Nero Wolfe                | Дана Гровс        |
| 1981      | тф  | Тільки для жінок                  | For Ladies Only           | Санді Грін        |
| 1982      | с   | Подружжя Гарт                     | Hart to Hart              | Лора Гампель      |
| 1982      | с   | Театр романсу                     | Romance Theatre           | Джин              |
| 1983      | тф  | Нічні партнери                    | Night Partners            | Дженіс Тайлер     |
| 1983      | ф   | Прокляття рожевої пантери         | Curse of the Pink Panther | Мішель Шовен      |
| 1983      | с   | Трапер Джон, доктор медичних наук | Trapper John, M.D.        | Джанет Тейлор     |
| 1983—1985 | с   | Саймон і Саймон                   | Simon & Simon             | Бет Карлайл/Діана |
| 1989      | ф   | Танго і Кеш                       | Tango & Cash              | Репортерка        |
| 1993      | док | Остання вечірка                   | The Last Party            |                   |